# Pearls Rock
Pearls Rock ist ein kleines, zu Grenada gehörendes, unbewohntes Eiland der Kleinen Antillen in der Karibik vor der Ostküste von Grenada.

## Geographie
Die Insel liegt vor der Küste von Upper Pearls und trennt die Great River Bay (Ance de la Grand Riviere) von der Conference Bay (Grand Ance de la Conference).